# Martín Anselmi
Martín Rodrigo Anselmi (Rosario, 11 luglio 1985) è un allenatore di calcio argentino.

## Biografia
Prima di iniziare a tempo pieno la carriera di allenatore, ha lavorato nella tipografia di famiglia; è anche diplomato in giornalismo, pur non avendo mai svolto la professione.

## Caratteristiche tecniche
Schiera le proprie squadre con la difesa a 3, privilegiando il possesso di palla e i passaggi a un tocco.

## Carriera

### Gli inizi
Allievo della scuola di formazione di Francisco Berscé, nel 2016 è stato collaboratore tecnico di Gabriel Milito all'Independiente. In seguito è stato vice dello stesso Berscé all'Atlanta, prima di lavorare, tra il 2018 e il 2019, per l'Universidad Católica e il Real Garcilaso. Nello stesso anno diventa il vice di Miguel Ángel Ramírez all'Independiente del Valle, con cui vince la prima storica Coppa Sudamericana della storia del club. Segue il tecnico spagnolo anche nella successiva esperienza all'Internacional, durata tuttavia soltanto tre mesi.

### Union La Calera e  Independiente del Valle
Il 17 dicembre 2021 diventa il tecnico dell'Unión La Calera, da cui viene esonerato nel successivo mese di aprile. Il 30 maggio 2022 fa ritorno all'Independiente del Valle, dove sostituisce Renato Paiva; con il club di Sangolquí vince nuovamente la Coppa Sudamericana, conquistando poi anche la successiva Recopa Sudamericana, secondo allenatore argentino della storia dopo Edgardo Bauza a riuscirci.

### Cruz Azul e Porto
Lascia gli ecuadoriani nel dicembre 2023 dopo aver perso la finale del campionato, diventando pochi giorni dopo il tecnico del Cruz Azul. Con i messicani disputa un ottimo campionato di Clausura, perso in finale contro l'América; perde ai play-off, sempre contro l'América, il successivo campionato di Apertura. Nel gennaio del 2025 entra in trattativa con il Porto per diventare il nuovo allenatore dei Dragões, episodio che causa la rottura dei suoi rapporti con la Máquina.
Il 27 gennaio diventa ufficialmente il tecnico del Porto, con cui firma fino al 2027. In campionato chiude al 3° posto, mentre in Europa League esce agli spareggi per gli ottavi di finale. Confermato per guidare i lusitani anche durante il mondiale per club, la deludente uscita della squadra ai gironi sancisce la fine del rapporto tra il tecnico argentino e i Dragões.

## Statistiche

### Statistiche da allenatore
Statistiche aggiornate al 23 giugno 2025. In grassetto le competizioni vinte.
| Stagione                       | Squadra                        | Campionato                     | Campionato | Campionato | Campionato | Campionato | Coppe nazionali | Coppe nazionali | Coppe nazionali | Coppe nazionali | Coppe nazionali | Coppe continentali | Coppe continentali | Coppe continentali | Coppe continentali | Coppe continentali | Altre coppe | Altre coppe | Altre coppe | Altre coppe | Altre coppe | Totale | Totale | Totale | Totale | % Vittorie | Piazzamento |
| Stagione                       | Squadra                        | Comp                           | G          | V          | N          | P          | Comp            | G               | V               | N               | P               | Comp               | G                  | V                  | N                  | P                  | Comp        | G           | V           | N           | P           | G      | V      | N      | P      | %          | Piazzamento |
| ------------------------------ | ------------------------------ | ------------------------------ | ---------- | ---------- | ---------- | ---------- | --------------- | --------------- | --------------- | --------------- | --------------- | ------------------ | ------------------ | ------------------ | ------------------ | ------------------ | ----------- | ----------- | ----------- | ----------- | ----------- | ------ | ------ | ------ | ------ | ---------- | ----------- |
| gen.-apr. 2022                 | Unión La Calera                | PD                             | 11         | 1          | 6          | 4          | CC              | -               | -               | -               | -               | CS                 | 4                  | 2                  | 2                  | 0                  | -           | -           | -           | -           | -           | 15     | 3      | 8      | 4      | 20,00      | Eson.       |
| mag. 2022                      | Independiente del Valle        | A                              | 15         | 9          | 2          | 4          | CE              | 10              | 7               | 2               | 1               | CL+CS              | 0+7                | 0+6                | 0+1                | 0+0                | -           | -           | -           | -           | -           | 32     | 22     | 5      | 5      | 68,75      | Sub., 3º    |
| 2023                           | Independiente del Valle        | A                              | 30+2       | 17         | 4+2        | 9          | -               | -               | -               | -               | -               | CL                 | 8                  | 4                  | 1                  | 3                  | SE+RSA+UCCC | 1+2+1       | 1+1+0       | 0+0+1       | 0+1+0       | 44     | 23     | 8      | 13     | 52,27      | 3º          |
| Totale Independiente del Valle | Totale Independiente del Valle | Totale Independiente del Valle | 47         | 26         | 8          | 13         |                 | 10              | 7               | 2               | 1               |                    | 15                 | 10                 | 2                  | 3                  |             | 4           | 2           | 1           | 1           | 76     | 45     | 13     | 18     | 59,21      |             |
| gen.-ago. 2024                 | Cruz Azul                      | LMX                            | 17+6       | 10+2       | 3+2        | 4+2        | -               | -               | -               | -               | -               | -                  | -                  | -                  | -                  | -                  | LC          | 4           | 0           | 4           | 0           | 27     | 12     | 9      | 6      | 44,44      | Sub., 2º    |
| 2024-gen. 2025                 | Cruz Azul                      | LMX                            | 19+4       | 13+1       | 4+1        | 2+2        | -               | -               | -               | -               | -               | CCL                | -                  | -                  | -                  | -                  | -           | -           | -           | -           | -           | 23     | 14     | 5      | 4      | 60,87      | Dimiss.     |
| Totale Cruz Azul               | Totale Cruz Azul               | Totale Cruz Azul               | 46         | 26         | 10         | 10         |                 | -               | -               | -               | -               |                    | -                  | -                  | -                  | -                  |             | 4           | 0           | 4           | 0           | 50     | 26     | 14     | 10     | 52,00      |             |
| gen.-giu. 2025                 | Porto                          | PL                             | 15         | 9          | 3          | 3          | TP+CdL          | -               | -               | -               | -               | UEL                | 3                  | 1                  | 1                  | 1                  | SP+Cmc      | 0+3         | 0+0         | 0+2         | 0+1         | 21     | 10     | 6      | 5      | 47,62      | Sub., 3º    |
| Totale carriera                | Totale carriera                | Totale carriera                | 119        | 62         | 27         | 30         |                 | 10              | 7               | 2               | 1               |                    | 22                 | 13                 | 5                  | 4                  |             | 11          | 2           | 7           | 2           | 162    | 84     | 41     | 37     | 51,85      |             |

## Palmarès

### Club

#### Competizioni nazionali
- Copa Ecuador: 1

Independiente del Valle: 2022
- Supercoppa ecuadoriana: 1

Independiente del Valle: 2023

#### Competizioni internazionali
- Coppa Sudamericana: 1

Independiente del Valle: 2022
- Recopa Sudamericana: 1

Independiente del Valle: 2023